# Zapora w Sadd al-Kafara
Zapora wodna w Sadd al-Kafara – niezachowana zapora wodna na Nilu, zlokalizowana w pobliżu miasta Sadd al-Kafara w Starożytnym Egipcie (około 30 km na południe od Kairu). 
Zaporę zbudowano w latach 2650-2465 p.n.e. Miała około 12 metrów wysokości i 110 metrów długości. Wykonana została z podwójnego muru kamiennego z jądrem iłowym. W odróżnieniu od zapory w Memfis, która służyła swoim celom przez długi czas, zapora w Sadd al-Kafara uległa zniszczeniu w bardzo krótkim czasie po zbudowaniu. Przyczyną zniszczenia obiektu było gwałtowne wezbranie Nilu. Zapora nie posiadała przelewów przepuszczających nadmiar wód. Niepowodzenie konstrukcyjne zapory spowodowało zahamowanie prac przy budowie tego typu dzieł w Egipcie i Syrii na blisko tysiąc lat. Następną była dopiero zapora na rzece Orontes (Nahr al-Asi), wykonana za czasów panowania faraona Seti I.

## Archeologia
Tama został odkryta przez Georga Schweinfurtha w 1885 roku.